# Diabrotica propylaea
Diabrotica propylaea is een keversoort uit de familie bladkevers (Chrysomelidae). De wetenschappelijke naam van de soort werd in 1969 gepubliceerd door Bechyne & Bechyne.